# Fistful of Metal
Fistful of Metal ist das Debütalbum der amerikanischen Metal-Band Anthrax.

## Entstehung
Nachdem Anthrax von John Zazulas neu gegründetem Musiklabel Megaforce Records unter Vertrag genommen worden war, nahm die Band 1983 ihr erstes vollständiges Album auf. Als Antwort auf das Debütalbum Kill ’Em All der ebenfalls bei Megaforce unter Vertrag stehenden Metallica gedacht, schrieb die Band schnellere Stücke als bisher und legte mehr Wert auf Rhythmusgitarre und Doublebass-Schlagzeugspiel. Die Kombination von Einflüssen aus der New Wave of British Heavy Metal mit hohem Tempo wurde insbesondere durch das aggressive und schnelle Spiel von Schlagzeuger Charlie Benante möglich.
Die Kompositionen stammen überwiegend von Dan Lilker und Scott Ian, der in den Albumcredits noch unter seinem Geburtsnamen Rosenfeld geführt wurde. Die Texte stammen von Sänger Neil Turbin. Der dritte Titel I’m Eighteen ist eine Coverversion eines Liedes von Alice Cooper aus dem Jahr 1970.
Das Album wurde in Deutschland 1986 wegen des Schallplattencovers indiziert, da die Bundesprüfstelle für jugendgefährdende Schriften es als gewaltverherrlichend einstufte. Die Indizierung ist mittlerweile verjährt.

## Titelliste
1. Deathrider (Benante, Lilker, Rosenfeld, Spitz, Turbin) – 3:30
2. Metal Thrashing Mad (Belladonna, Bello, Benante, Lilker, Rosenfeld, Spitz, Turbin) – 2:39
3. I’m Eighteen (Bruce, Buxton, Cooper, Dunaway, Smith) – 4:02
4. Panic (Lilker, Rosenfeld, Turbin) – 3:58
5. Subjugator (Benante, Lilker, Rosenfeld, Spitz, Turbin) – 4:38
6. Soldiers of Metal (Lilker, Rosenfeld, Turbin) – 2:55
7. Death from Above (Rosenfeld, Spitz, Turbin) – 5:06
8. Anthrax (Lilker, Rosenfeld, Turbin) – 3:24
9. Across the River (Lilker, Rosenfeld) – 1:26
10. Howling Furies (Lilker, Rosenfeld) – 3:55

Die Songwriter sind in Klammern angegeben.

## Rezeption
Steve Huey von AllMusic bemängelt, dass sich zum Aufnahmezeitpunkt weder die Besetzung der Band noch ihr musikalischer Stil gefestigt habe. Für Fans späterer Alben sei Fistful of Metal „abschreckend“, es klinge „mehr wie eine billige Kopie von Judas Priest“. Frank Trojan vom Rock Hard zieht in seinem zeitgenössischen Review Vergleiche zu Metallica und lobt insbesondere den Gesang von Neil Turbin. Er ordnete das Album dem Speed Metal zu.